# مارسيل ألبيرز
مارسيل ألبيرز (بالهولندية: Marcel Albers) هو مهندس هولندي، ولد في 29 أبريل 1967، وتوفي في 20 أبريل 1992.

## وصلات خارجية
- مارسيل ألبيرز على موقع DriverDB.com (الإنجليزية)